# Komitat Temes
Das Komitat Temes (deutsch auch Komitat Temesch; ungarisch Temes vármegye, lateinisch comitatus Temesiensis) war eine im Banat gelegene Verwaltungseinheit im Süden des Königreichs Ungarn. Verwaltungssitz war Temesvár.
Das Gebiet liegt heute im Norden von Serbien und im Süden Rumäniens.

## Geographie

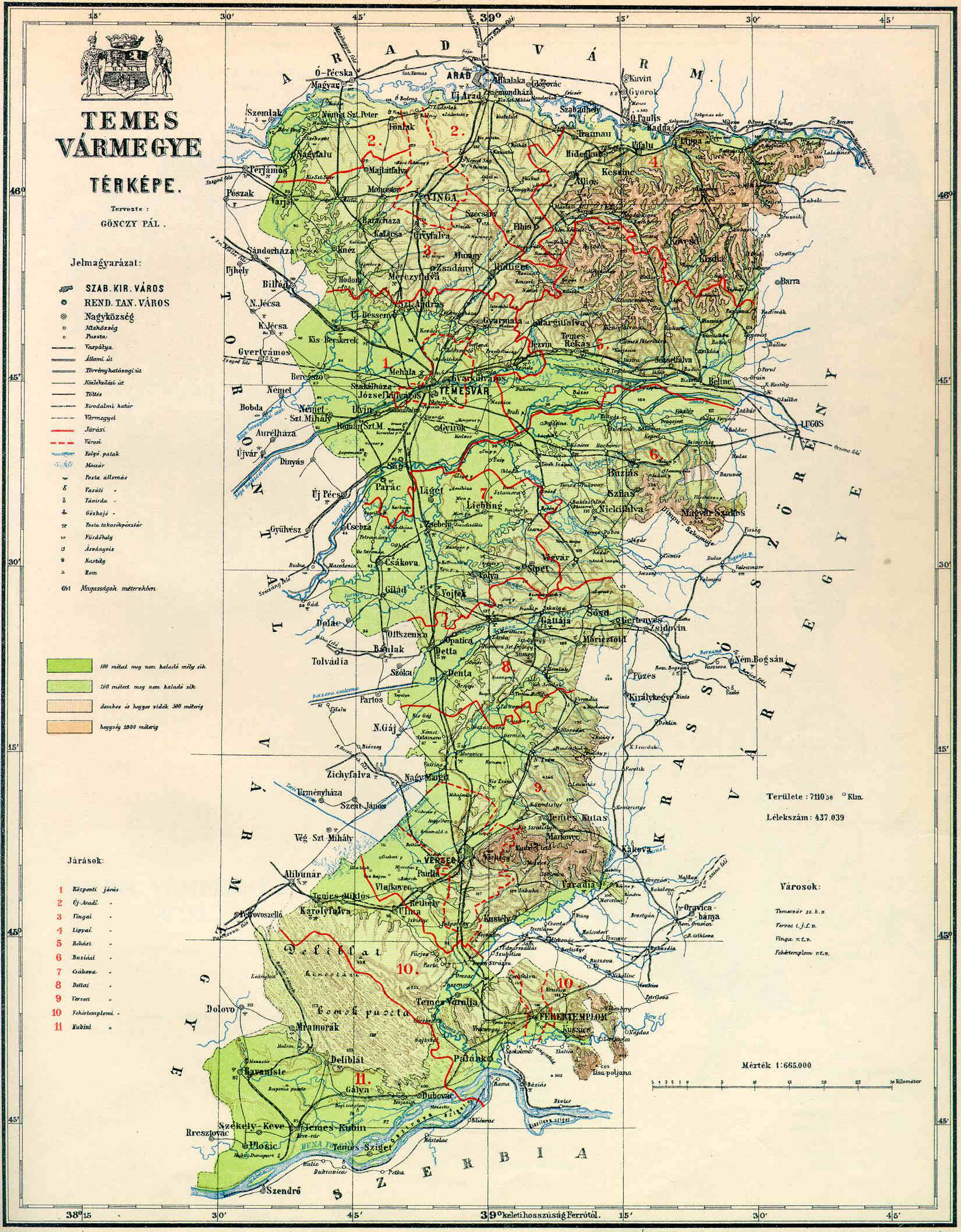
Karte des Komitats Temes um 1890

Es erstreckte sich längs der Marosch und Theiß. Im Westen grenzte es an das Komitat Torontál, im Norden an das Komitat Arad, im Osten an das Komitat Krassó-Szörény und im Süden an Serbien. Es umfasste etwa 7000 km² und hatte 1881 396.045 Einwohner. 
Es war fast durchweg eben, wurde an der Nordgrenze vom Maros (deutsch Marosch, heute rumänisch Mureș), im Innern von der Berzava (heute rumänisch Bârzava), dem Temesch, dem Krassó (heute rumänisch Caraș) und der Néra, an der Südgrenze von der Donau bewässert. Es hatte viele Sümpfe, ein heißes Klima, aber sehr fruchtbare Boden. Getreide und Obst wurden in Fülle gewonnen. Vieh-, Seidenraupen- und Bienenzucht blühten. Das Komitat wurde von den Bahnstrecken Arad-Bazias und Szeged-Orsova durchschnitten. Sitz desselben war Temesvár (heute rumänisch Timișoara). Hervorragend war die Mühlenindustrie (259 Mühlen mit einer Jahresproduktion von 1.644.000 Zentnern Mehl).

## Geschichte

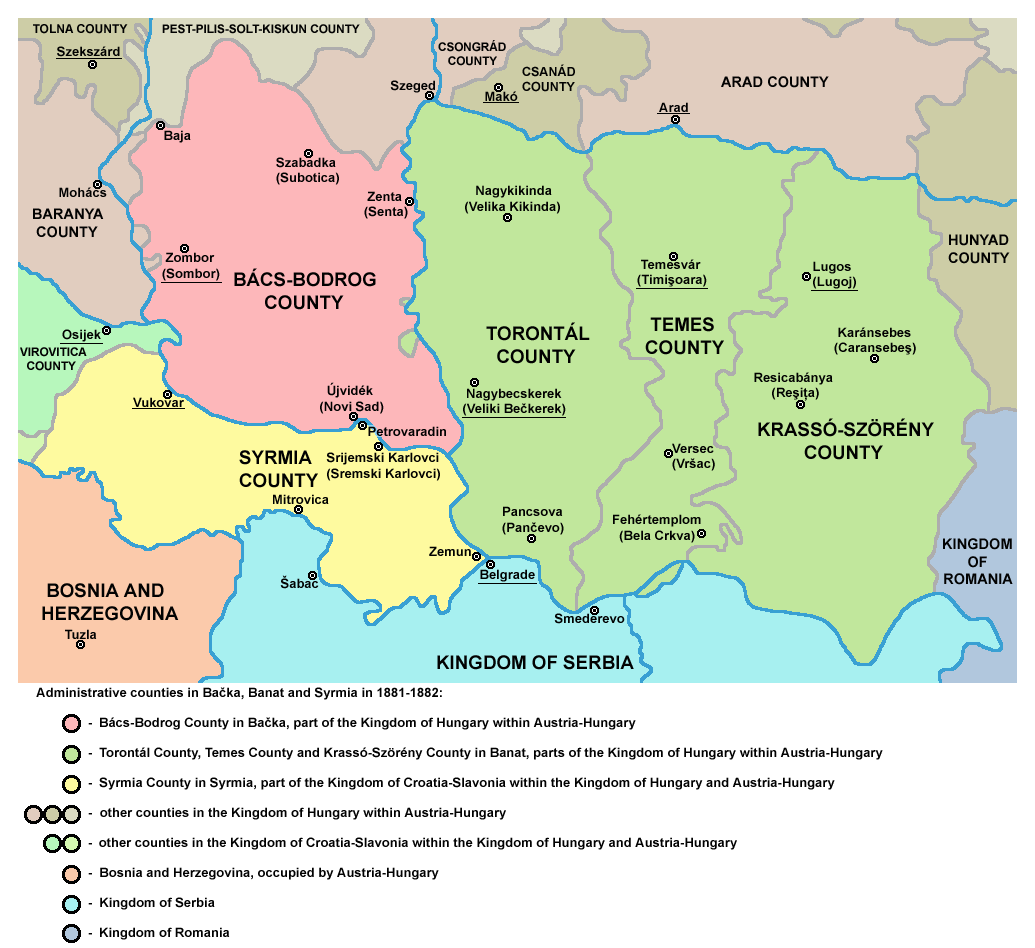
Komitate 1881–1882

Das Komitat Temes entstand im 11. Jahrhundert. Nach der Besetzung durch die Osmanen kam das Gebiet im 16. Jahrhundert zum Eyalet Temeșvar, nach der Rückeroberung des Banats 1718 gehörte das Gebiet zum Temeswarer Banat. 1779 wurde es dann erneut Teil des Königreich Ungarn, wobei das Komitat wiederhergestellt wurde. Zwischen 1849 und 1860 wurde es der Serbischen Woiwodschaft und dem Temeser Banat angegliedert und danach wieder als Komitat hergestellt.
Nach dem Ende des Ersten Weltkriegs entstand 1918 auf dem Gebiet die Banater Republik. Diese wurde aber im Vertrag von Trianon 1920 zwischen dem Königreich der Serben, Kroaten und Slowenen im Süden und Rumänien im Norden (der größere Teil) aufgeteilt. Während der Teil Jugoslawiens in die Vojvodina eingegliedert ist, liegt der Großteil des ehemaligen Komitats nun im rumänischen Kreis Timiș, ein 10 Kilometer breiter Streifen entlang des Flusses Mureș liegt im rumänischen Kreis Arad.

## Bezirksunterteilung

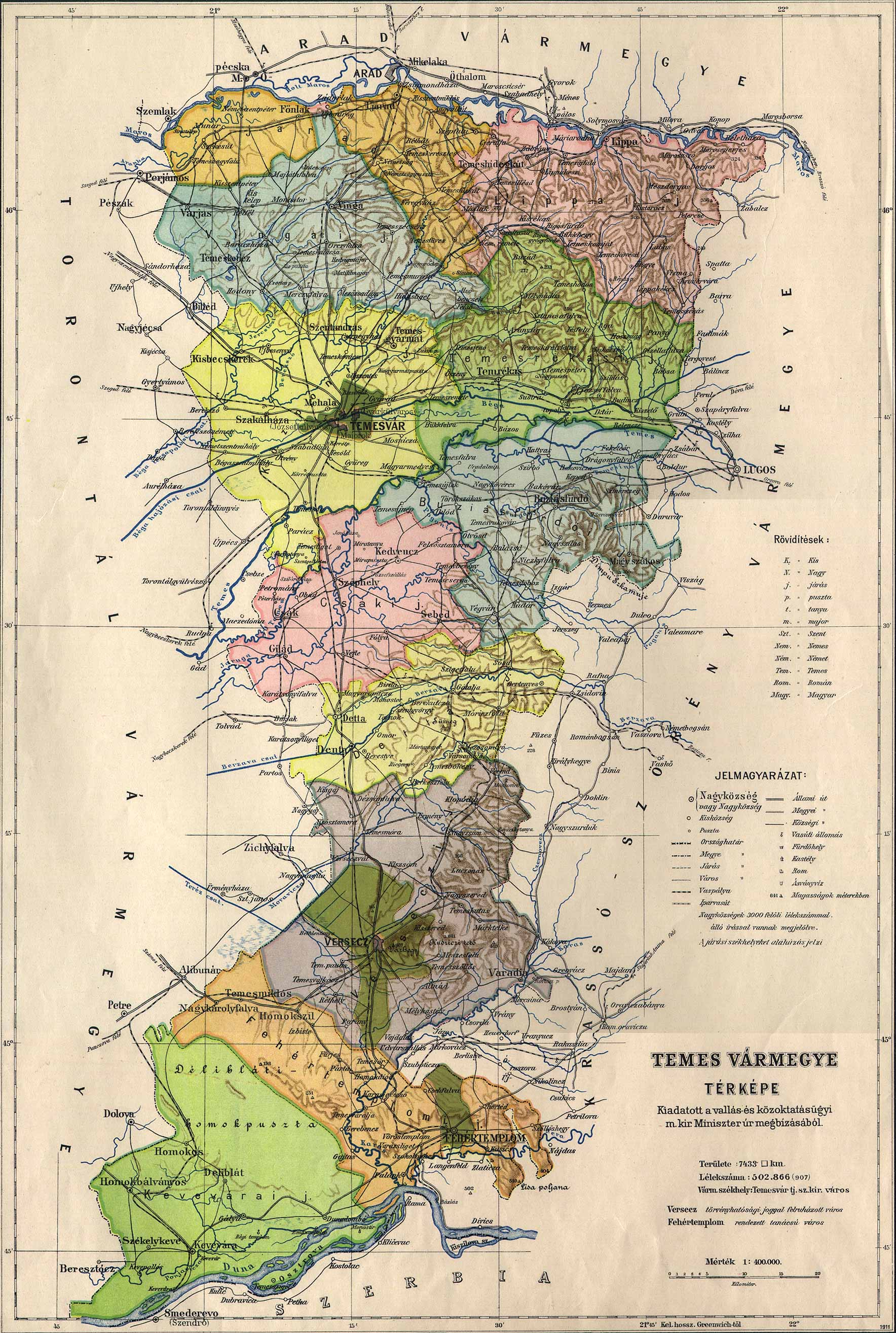
Administrative Karte

Das Komitat bestand im frühen 20. Jahrhundert aus folgenden Stuhlbezirken (nach dem Namen des Verwaltungssitzes benannt):
| Stuhlbezirke (járások)                     | Stuhlbezirke (járások)         |
| Stuhlbezirk                                | Verwaltungssitz                |
| ------------------------------------------ | ------------------------------ |
| Buziasfürdő                                | Buziasfürdő, heute Buziaș      |
| Csák                                       | Csák, heute Ciacova            |
| Detta                                      | Detta, heute Deta              |
| Fehértemplom                               | Fehértemplom, heute Bela Crkva |
| Kevevára                                   | Kevevára, heute Kovin          |
| Központ („Zentrum“)                        | Temesvár, heute Timișoara      |
| Lippa                                      | Lippa, heute Lipova            |
| Temesrékas                                 | Temesrékas, heute Recaș        |
| Újarad                                     | Újarad, heute Aradul Nou       |
| Versec                                     | Versec, heute Vršac            |
| Vinga                                      | Vinga                          |
| Stadtkreise (törvényhatósági jogú városok) |                                |
| Temesvár, heute Timișoara                  |                                |
| Versec, heute Vršac                        |                                |
| Stadtbezirk (rendezett tanácsú város)      |                                |
| Fehértemplom, heute Bela Crkva             |                                |

Außer den Orten Vršac, Bela Crkva und Kovin, die im heutigen Serbien liegen, befinden sich alle weiteren genannten Orte im heutigen Rumänien.